# Zetona delospila
Zetona delospila är en fjärilsart som beskrevs av Waterhouse 1903. Zetona delospila ingår i släktet Zetona och familjen juvelvingar. Inga underarter finns listade i Catalogue of Life.